# Петровський Віталій Ярославович
Петровський Віталій Ярославович (нар. 23 січня 1951 року) — доктор технічних наук, професор, лауреат Державної премії України в галузі науки і техніки (1989), старший науковий співробітник кафедри мікроелектроніки КПІ ім. Ігоря Сікорського.

## Життєпис
Віталій Петровський народився 23 січня 1951 року. У 1974 р. закінчив Київський політехнічний інститут, факультет радіоелектроніки. Після служби в Радянській армії (1974—1976 рр., Закавказький воєнний округ) співробітник Інституту проблем матеріалознавства ім. І. М. Францевича Національної академії наук України (до 1991 р. — Академія наук УРСР), старший науковий співробітник кафедри мікроелектроніки КПІ ім. Ігоря Сікорського.
У 1984 році захистив кандидатську дисертацію, у 2000 році — докторську, з 1996 року завідувач відділу високотемпературних діелектричних та резистивних матеріалів.
Як викладач працював асистентом кафедри електроізоляційної та кабельної техніки (потім — відновлювальних джерел енергії) факультету енергетики та автоматики з 1980 по 1989 роки, з 2003 року — професор кафедри мікроелектроніки факультету електроніки КПІ ім. Ігоря Сікорського.
Серед курсів професора Петровського — лекцій «Електротехнічні матеріали», «Вимірювання властивостей електротехнічних матеріалів», «Планування наукового експерименту», «Основи наукових досліджень». Як лектора та наукового співробітника Віталія Петровського запрошували до закордонних навчально-дослідницьких закладів: Варшавська політехніка (1990—1993), Берлінський технічний університет (1994—1996), Краківська гірничо-металургійна академія (1998—2000), Ліможська академія (Франція, 2001), Харбінський політехнічний інститут (2002), Університет Трієста (Італія, 2004).
У 1989 році Віталій Петровський здобув Державну премію України в галузі науки та техніки «за визначний вклад у розробку керамічних матеріалів спеціального призначення». Є засновником нового напрямку в галузі матеріалознавства електротехнічних матеріалів — шарувато-градієнтних композиційних матеріалів як твердотільних приладів широкого вжитку. За впровадження низки новітніх розробок енергозберігаючих приладів та пристроїв нагороджений медаллю ВДНГ та дипломами міжнародних виставок (Бидгощ-2003, Ганновер-мессе-2004).
Автор понад 170 наукових праць, двох монографій, двох європейських та шести вітчизняних патентів, низки науково-популярних публікацій та телевізійних сюжетів. Учасник та доповідач понад 80 міжнародних конференцій: Європейського керамічного товариства, Міжнародного керамічного конгресу нових матеріалів та технологій «CIMTEC», матеріалознавчого конгресу «Euromat» тощо.
Віталій Петровський — керівник кількох кандидатських дисертацій, член спеціалізованих учених рад Інституту проблем матеріалознавства та Інституту фізики напівпровідників ім. В. Є. Лашкарьова. Дійсний член Польського керамічного товариства та Німецького матеріалознавчого товариства.